# Córdoba Open 2021
Il Córdoba Open 2021 è stato un torneo di tennis che si è giocato sulla terra rossa nella categoria ATP Tour 250 nell'ambito dell'ATP Tour 2021. È stata terza edizione del Torneo di Córdoba, giocata allo Stadio Mario Alberto Kempes di Córdoba, in Argentina, dal 22 al 28 febbraio 2021.

## Partecipanti

### Teste di serie
| Nazionalita | Giocatore            | Ranking* | Testa di serie |
| ----------- | -------------------- | -------- | -------------- |
| Argentina   | Diego Schwartzman    | 14       | 1              |
| Francia     | Benoît Paire         | 29       | 2              |
| Serbia      | Miomir Kecmanović    | 41       | 3              |
| Argentina   | Guido Pella          | 44       | 4              |
| Spagna      | Albert Ramos Viñolas | 46       | 5              |
| Germania    | Dominik Koepfer      | 70       | 6              |
| Uruguay     | Pablo Cuevas         | 72       | 7              |
| Brasile     | Thiago Monteiro      | 74       | 8              |

* Ranking all'8 febbraio 2021.

### Altri partecipanti
I seguenti giocatori hanno ricevuto una wild card per il tabellone principale:
- Nicolás Kicker
- Francisco Cerúndolo
- Nicolás Jarry

I seguenti giocatori sono entrati nel tabellone principale passando dalle qualificazioni:

- Facundo Bagnis
- Marcelo Tomás Barrios Vera
- Tomás Martín Etcheverry
- Juan Manuel Cerúndolo

### Ritiri
Prima del torneo
- Pablo Andújar → sostituito da  Thiago Seyboth Wild
- Salvatore Caruso → sostituito da  Andrej Martin
- Laslo Đere → sostituito da  Hugo Dellien
- Pedro Martínez → sostituito da  Daniel Elahi Galán

## Partecipanti al doppio

### Teste di serie
| Nazione              | Giocatore         | Nazione | Giovatore         | Ranking* | Testa di serie |
| -------------------- | ----------------- | ------- | ----------------- | -------- | -------------- |
| Stati Uniti          | Austin Krajicek   | Croazia | Franko Škugor     | 71       | 1              |
| Brasile              | Marcelo Demoliner | Messico | Santiago González | 90       | 2              |
| Uruguay              | Ariel Behar       | Ecuador | Gonzalo Escobar   | 119      | 3              |
| Bosnia ed Erzegovina | Tomislav Brkić    | Serbia  | Nikola Ćaćić      | 137      | 4              |

* Ranking aggiornato al 25 gennaio 2021.

### Altri partecipanti
Le seguenti coppie hanno ricevuto una wildcard per il tabellone principale:
- Facundo Bagnis /  Máximo González
- Oliver Marach /  Agustín Velotti

### Ritiri
Prima del torneo
- Marco Cecchinato /  Guido Pella → sostituiti da  Thiago Monteiro /  Fernando Romboli
- Salvatore Caruso /  Máximo González → sostituiti da  Federico Delbonis /  Juan Ignacio Londero
- Pablo Andújar /  Pedro Martínez → sostituiti da  Federico Coria /  Hugo Dellien

## Campioni

### Singolare
In finale  Juan Manuel Cerúndolo ha sconfitto  Albert Ramos Viñolas con il punteggio di 6-0, 2-6, 6-2.
- È il primo titolo in carriera per Cerúndolo.

### Doppio
In finale  Rafael Matos /  Felipe Meligeni Alves hanno sconfitto  Romain Arneodo /  Benoît Paire con il punteggio di 6-4, 6-1.